# Marienkirche Trockenborn

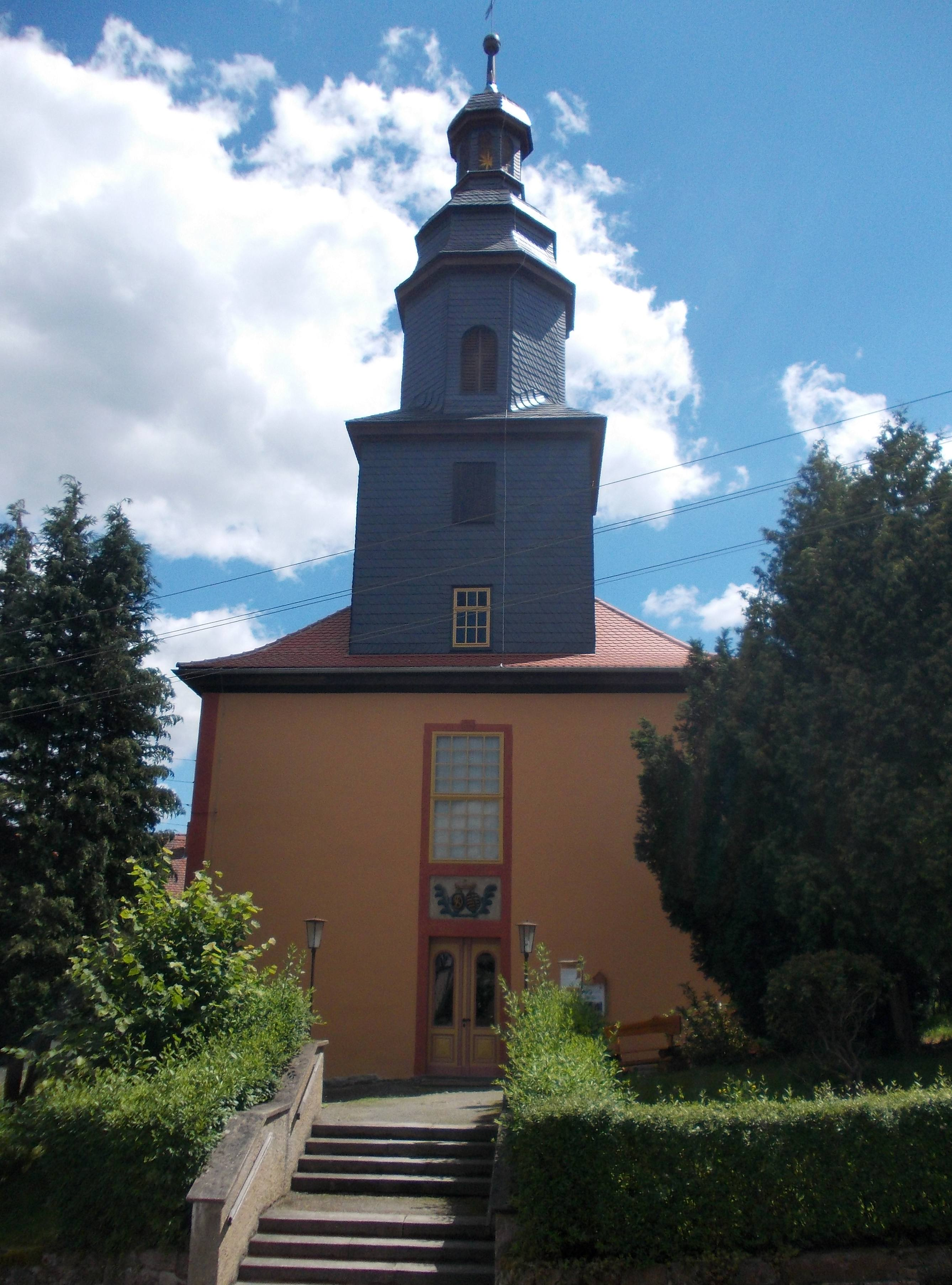
Marienkirche Trockenborn (2015)

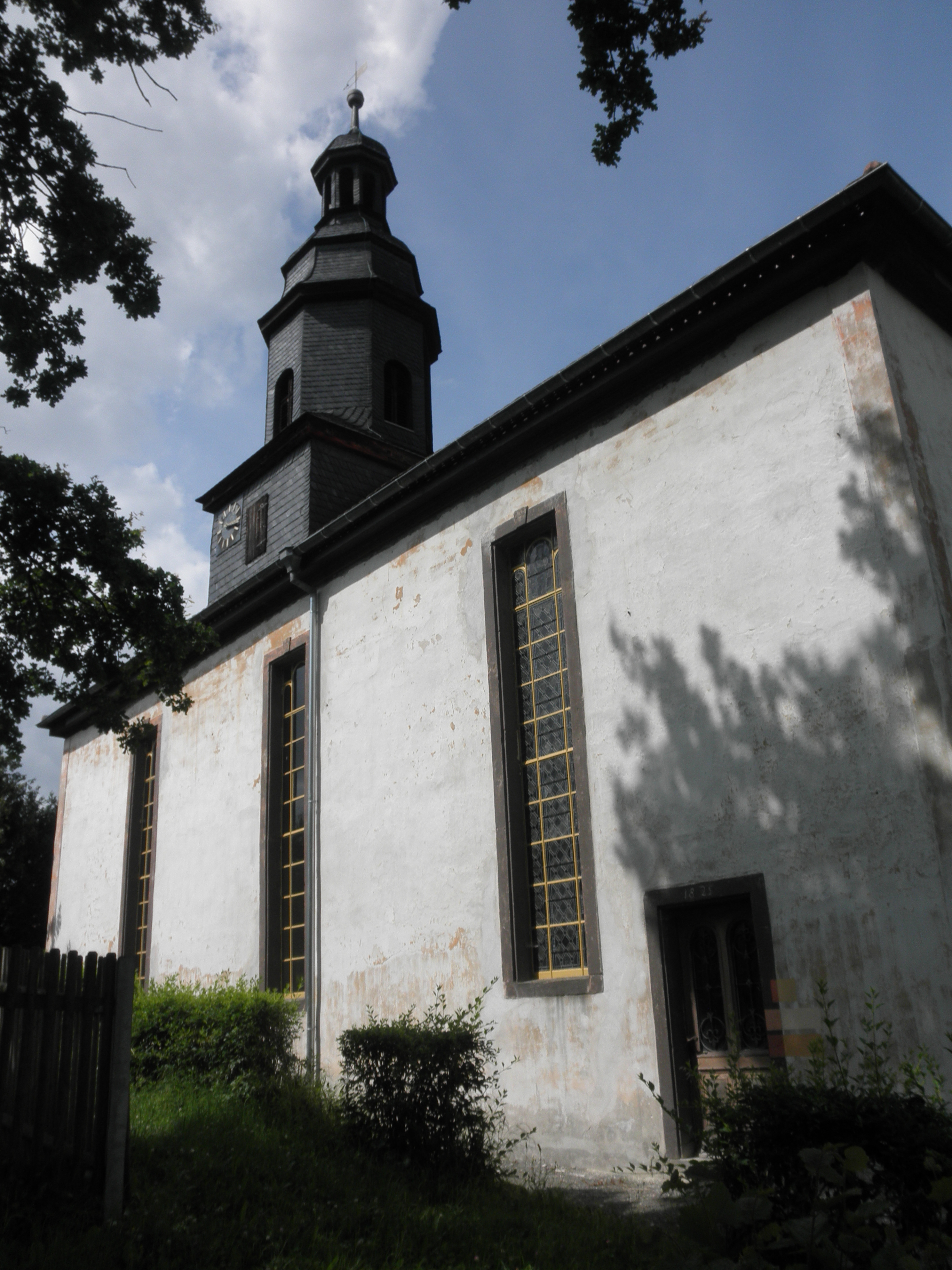
Seitenansicht der Kirche (2013)

Die Marienkirche Trockenborn steht in Trockenborn, einem Ortsteil der Gemeinde Trockenborn-Wolfersdorf im Saale-Holzland-Kreis in Thüringen. Sie gehört zum Pfarrbereich Trockenborn im Kirchenkreis Eisenberg der Evangelischen Kirche in Mitteldeutschland.

## Lage
Die Kirche befindet sich auf der „Burg“ oberhalb des ältesten Hauses im Dorf.

## Geschichte

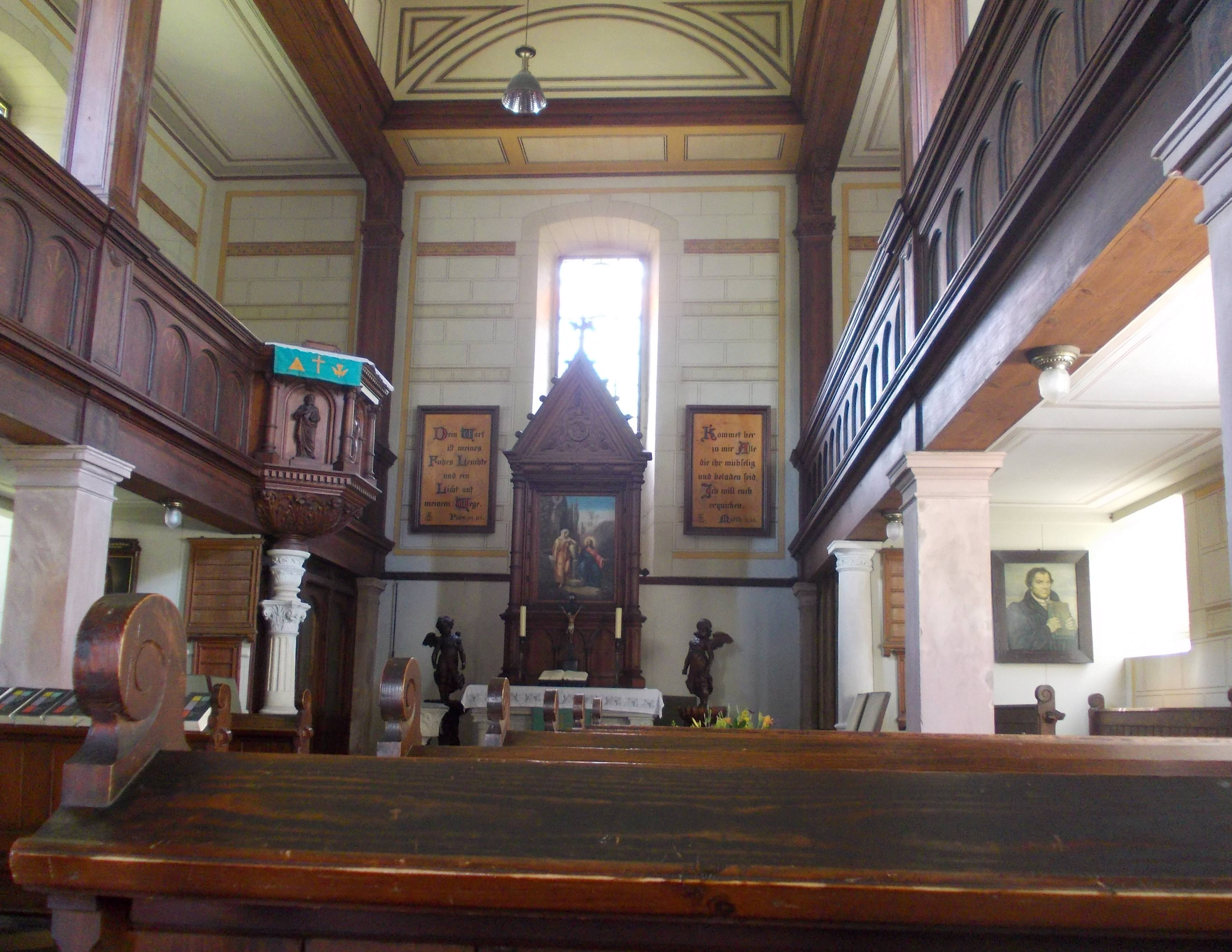
Blick zum Altar

1717 wurde die Kirche anstelle eines Fachwerkbaus errichtet, der Maria geweiht war. Die Steinkirche wurde 1718 eingeweiht. Das geht aus der verschlüsselten lateinischen Inschrift, einem Chronogramm, über dem nördlichen Seiteneingang hervor, dessen herausgehobene Buchstaben – als römische Zahlen addiert – das Baujahr preisgeben. 
Den Haupteingang an der Westseite unter dem Kirchturm ziert ein Doppelwappen: Das kursächsische mit den verschlungenen Initialen FDS – Fridericus Dux Saxoniae – und das sächsische Rautenwappen, beide unter dem Kurhut vereint. Ein dritter separater Eingang zur Herzogsloge an der Südseite trägt die Jahreszahl 1825. Das deutet auf einen Umbau zu dieser Zeit hin. Die Schlusssteine der sieben Fenster verkünden die sieben Worte „Allein Gott in der Höhe sei Ehr“. 

## Innenraum
Der Kirchenraum ist eine Emporenhalle mit eingeschossigen Emporen an drei Seiten. Die Emporen werden von gemauerten quadratischen Pfeilern mit einfachen Kapitellen getragen. Darauf stehen hölzerne Bügenpfeiler, die an der Decke die Unterzüge zwischen den Schiffen tragen. Das Mittelschiff ist mit einer Segmenttonne gedeckt, die Seitenschiffe mit Flachdecken.
Den Altar aus Elbsandstein schuf ein Bildhauer aus Jena. Das Kirchenschiff hat zwei Emporen (bis 1888: drei). Sie wurden, ebenso wie das Kircheninnere, 1888 neu gestaltet. 
Die Chorfenster sind farblich verglast und zeigen den segnenden Christus und Petrus mit dem Schlüssel und Paulus mit dem Schwert. Sie sind ein Geschenk von Herzog Ernst I. Diese Figuren erscheinen noch einmal aus Holz geschnitzt an der Kanzel. Das Altarbild Jesus mit der Samaritanerin am Brunnen wurde von Herzogin Agnes, der Frau von Ernst I. gemalt. In der Samariterin soll sie sich selbst verewigt haben. 
Der zeitgemäß wissenschaftlich und technisch interessierte Herzog Ernst I. sorgte mit einer Art Fußbodenbeheizung dafür, dass die Kirchgemeinde keine kalten Füße hatte.

## Orgel und Geläut

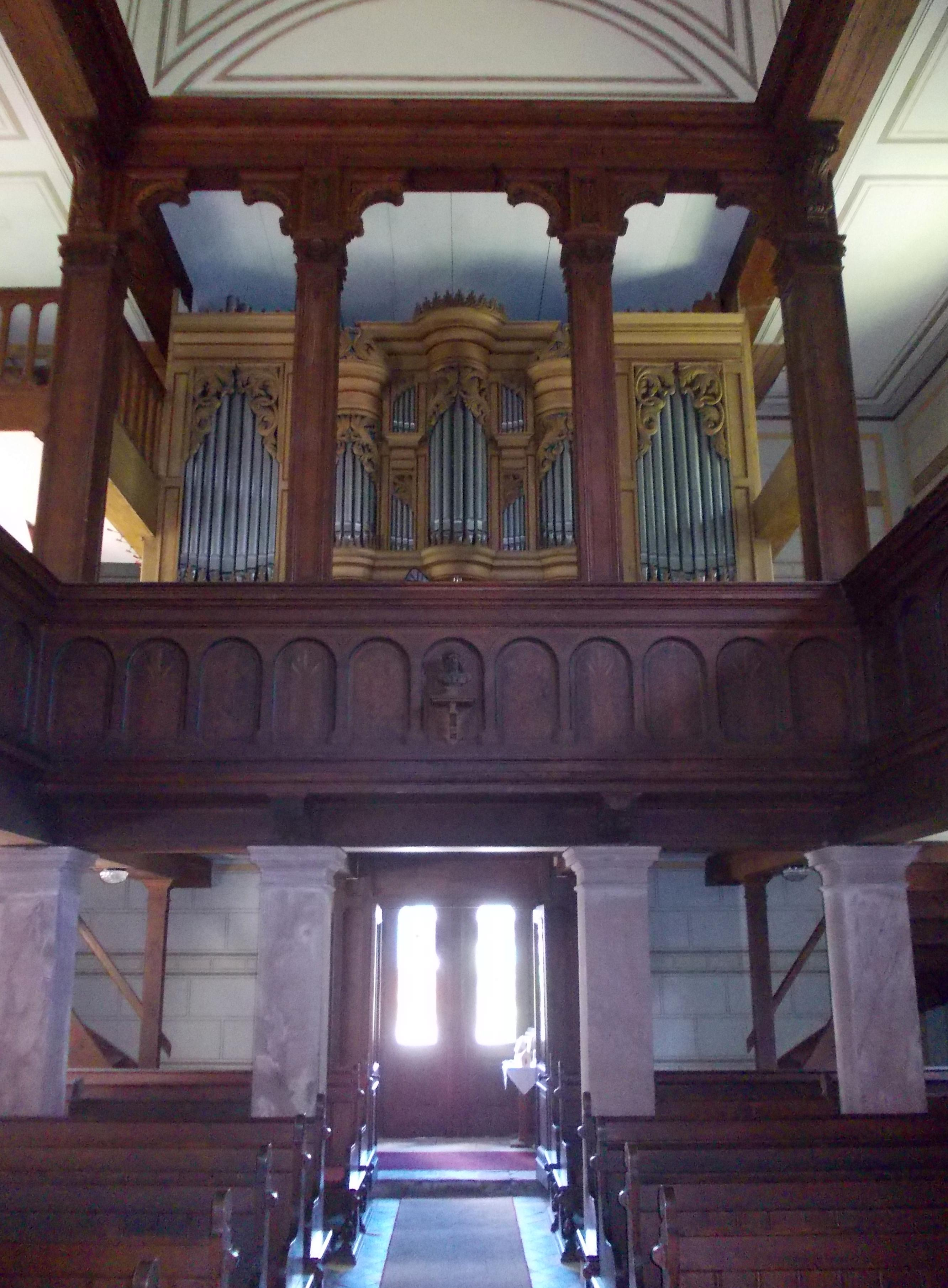
Empore mit Orgel

Die erste Orgel wurde 1728 von Johann Conrad Vockrodt in Löbschitz für 150 Thaler gebaut und befand sich im Chor über dem Altar. 1825 wurde sie umgesetzt und erweitert, danach mehrfach umgebaut und repariert. Im Jahr 1909 wurde von Orgelbauer Oskar Ladegast aus Weißenfels ein neues Instrument mit pneumatischen Trakturen unter Verwendung noch brauchbarer Pfeifen in das alte Gehäuse eingebaut. Es hat 17 Register auf zwei Manualen und Pedal. 1962 wurde die Orgel von Paul Laubs umgebaut und 2001 vom Unternehmen Rösel & Hercher Orgelbau restauriert.
Drei Kirchenglocken, zwei kleinere von 1919 und 1947 sowie die große von 1871, gehören zum Geläut der Kirchgemeinde.

## Varia

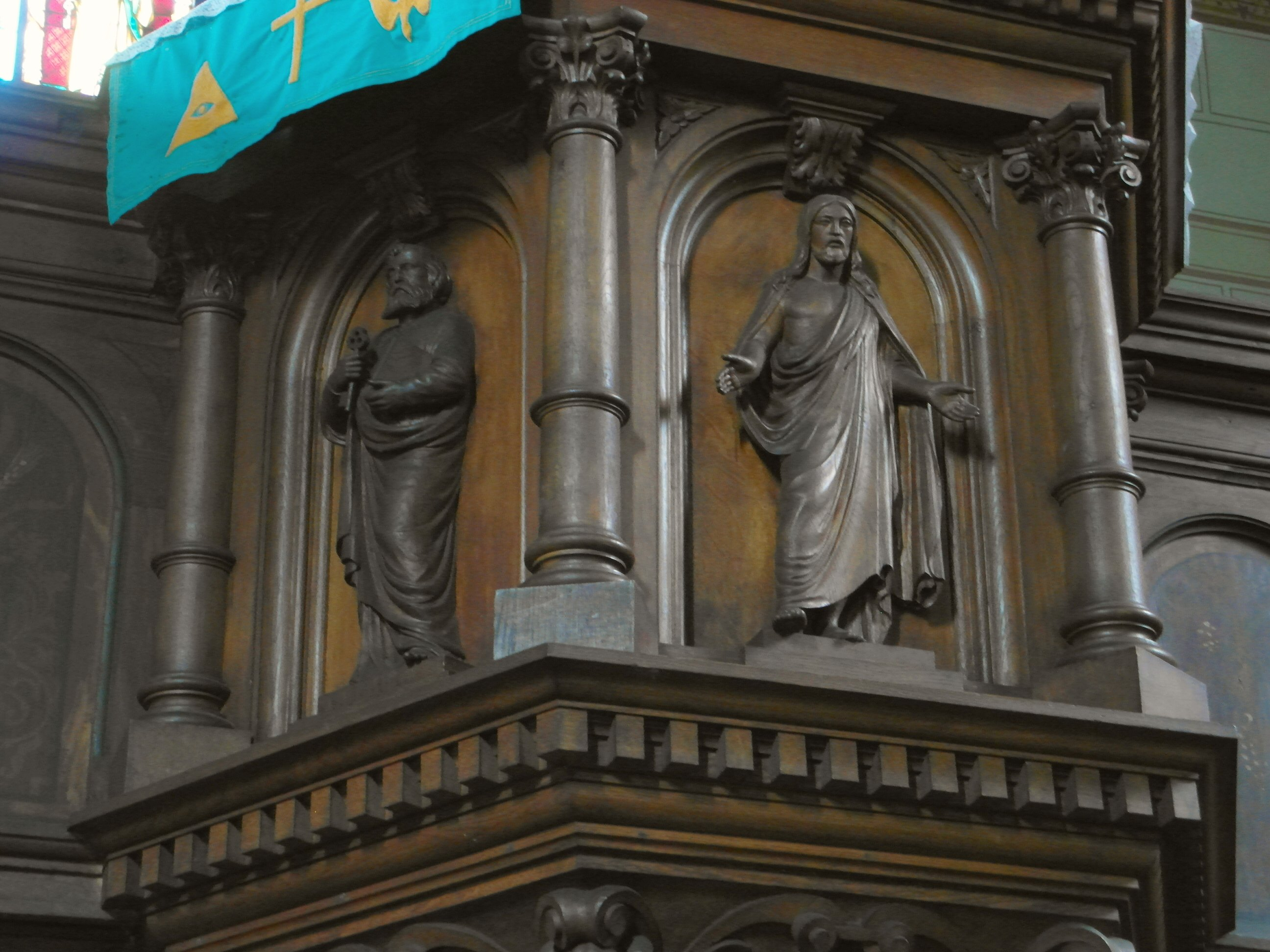
Kanzel (Ausschnitt)

- Um die Kirche stehen vereinzelt monumentale Grabsteine. Einer – auffällig, weil in Sandstein gehauen – erinnert an den herzoglichen Wildmeister Wolff Heinrich Clauder, der 1732 beigesetzt wurde. Ein weiterer – antik anmutend – an dessen Schwiegermutter Anna Elisabeth Deysing, eine ruhende Schöne darstellend.
- Im Pfarrhof unterhalb der Kirche steht das älteste Haus Trockenborns, das Pfarrhaus von 1533.[3]